# Барон Даудинг

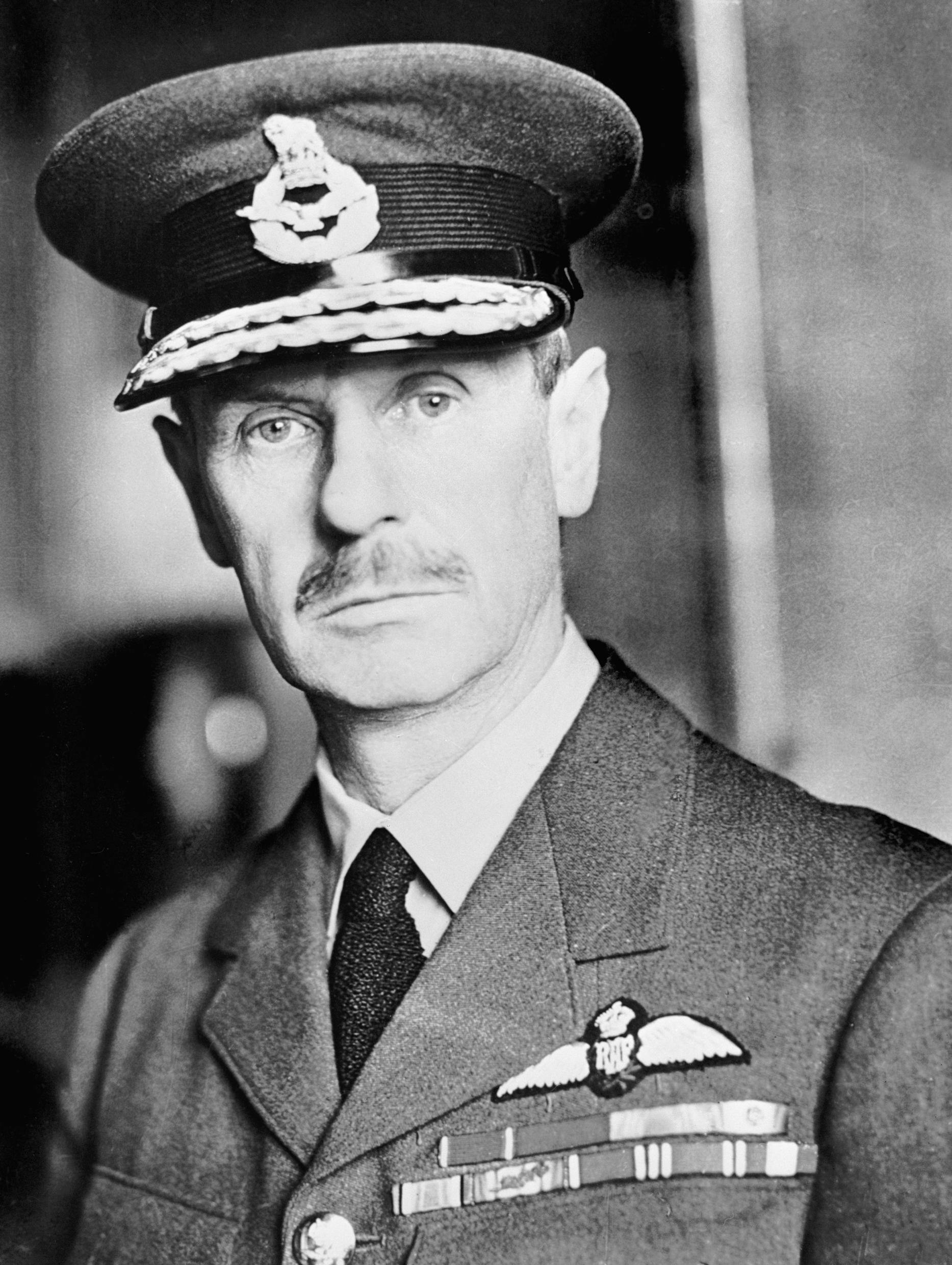
Хью Касвелл Трименхир Даудинг, 1-й барон Даудинг (1882—1970)

Барон Даудинг из Бентли Приори в графстве Мидлсекс — наследственный титул в системе Пэрства Соединённого королевства. Он был создан 5 июля 1943 года для известного воздушного командира, главного маршала авиации сэра Хью Даудинга (1882—1970). Он был командующим RAF Fighter Command во время битвы за Британию в 1940 году. 
По состоянию на 2024 год носителем титула являлся его внук, Пирс Хью Даудинг, 3-й барон Даудинг (род. 1948), который стал преемником своего отца в 1992 году.

## Бароны Даудинг (1943)
- 1943—1970: Хью Касвелл Трименхир Даудинг, 1-й барон Даудинг (24 апреля 1882 — 15 февраля 1970), старший сын Артура Джона Касвелла Даудинга (1855—1932)[1];
- 1970—1992: Дерек Хью Трименхир Даудинг, 2-й барон Даудинг (9 января 1919 — 22 ноября 1992), единственный сын предыдущего[2];
- 1992 — настоящее время: Пирс Хью Трименхир Даудинг, 3-й барон Даудинг (род. 18 февраля 1948), старший сын предыдущего[3];
  - Наследник титула: достопочтенный Марк Дэннис Джеймс Даудинг (род. 11 июля 1949), младший брат предыдущего[4];
    - Наследник наследника: Александр Даудинг (род. 1983), единственный сын предыдущего[5].